# Marloz
Marloz est un village français de la Haute-Saône situé dans le canton de Rioz (70190) et administré, tout comme ceux des Neuves-Granges et Bellevaux, par la commune de Cirey.
En 1808, l'ancienne commune indépendante de Marloz est rattachée à Cirey.